# Makenaide
Makenaide (яп. 負けないで Макэнайдэ, досл. «Не сдавайся») — это первый сингл группы Zard, который завоевал первую строчку японского рейтинга Oricon. После продажи 1 600 000 компакт-дисков с записью этой песни она стала самым продаваемым хитом этой группы. После смерти лидера группы, Идзуми Сакаи, песня была признана лучшей композицией группы Zard (по результатам голосования на рейтинге Oricon). Кроме того, песня была адаптирована одним из японских бейсбольных клубов и программой 24 Hours TV.
Как дань памяти умершей Идзуми Сакаи, песня «Makenaide» стала заключительной композицией в 12-м эпизоде аниме Lucky Star.

## Список композиций
1. Makenaide
2. Stray Love
3. Makenaide (Караоке)
4. Stray Love (Караоке)